# Arådalen
Arådalen este o arie protejată (arie specială de conservare — SAC, sit de importanță comunitară — SCI) din Suedia întinsă pe o suprafață de 1.127,2 ha, integral pe uscat.

## Localizare
Centrul sitului Arådalen este situat la coordonatele 62°53′57″N 13°39′28″E / 62.8992°N 13.6578°E.

## Înființare
Situl Arådalen a fost declarat sit de importanță comunitară în ianuarie 1997 pentru a proteja 2 specii de animale. Situl a fost protejat și ca arie specială de conservare în decembrie 2009.

## Biodiversitate
Situată în ecoregiunea alpină, aria protejată conține 11 habitate naturale: Mlaștini împădurite, Râuri de munte și vegetația erbacee de pe malurile acestora, Pajiști alpine și boreale, Ape stătătoare oligotrofe până la mezotrofe, cu vegetație de Littorelletea uniflorae și/sau de Isoëto-Nanojuncetea, Pajiști cu Molinia pe soluri calcaroase, turboase sau argilos-nămoloase (Molinion caeruleae), Taiga vestică, Formațiuni ierboase bogate în specii de Nardus, dezvoltate pe substraturi silicioase în zone montane (și în zone submontane, în Europa continentală), Păduri nordice subalpine/subarctice cu Betula pubescens ssp. czerepanovii, Pajiști uscate europene, Mlaștini turboase de tranziție și turbării mișcătoare, Pășuni din zone de pădure fino-scandinave.
La baza desemnării sitului se află mai multe specii protejate de  mamifere (2): gluton (Gulo gulo), râs eurasiatic (Lynx lynx).